# Трудовая коммуна немцев Поволжья
Трудовая коммуна немцев Поволжья, также Автономная область немцев Поволжья (нем. die Arbeitskommune des Gebiets der Wolgadeutschen) — первое автономное образование немцев в Поволжье в составе РСФСР, существовавшая с 19 октября 1918 по 19 декабря 1923 года, прообраз будущих АССР и АО

## История
19 октября 1918 года декретом СНК РСФСР была образована первая в РСФСР национально-территориальная автономия Трудовая коммуна немцев Поволжья в составе Саратовской губернии РСФСР с административным центром в городе Саратове (с 20 октября 1918 по май 1919 года). Затем административным центром стал город Баронск (в 1919—1920-х годах — Екатериненштадт, с 1920 года — Марксштадт, ныне — Маркс). 24 июля 1922 года административный центр области перенесён в присоединённый к автономии 22 июня город Покровск (в 1931 году переименован в город Энгельс).
19 декабря 1923 года АО немцев Поволжья преобразована в Автономную ССР немцев Поволжья.

## Население
Основную часть населения составляли немцы. Общее количество населения составляло 452 629 человек.
Национальный состав на 1920 год
| Нация   | Численность | %     |
| ------- | ----------- | ----- |
| Немцы   | 442 362     | 97,73 |
| Русские | 7992        | 1,77  |
| Киргизы | 756         | 0,17  |
| Татары  | 494         | 0,11  |
| Другие  | 1025        | 0,22  |

## Административное деление
- При образовании АО немцев Поволжья в её состав были включены три новообразованных уезда Саратовской губернии:
  - Голокарамышский уезд, c центром в селе Голый Карамыш (немецкое название — Бальцер, совр. город Красноармейск);
  - Екатериненштадтский уезд, с центром в городе Екатериненштадте (с 1918 года — город Марксштадт)
  - Ровненский уезд, с центром в селе Ровное (немецкое название — Зельман).

(до 1918 года территории Екатериненштадского и Ровненского уездов входили в состав Новоузенского уезда Самарской губернии)
- 17 февраля 1921 года на территории автономной области было образовано 13 районов[4]:
  - Антоновский — с. Антоновка (с 15.02.1922 г. — с. Тонкошуровка);
  - Верхне-Иловлинский — с. Каменка;
  - Верхне-Караманский — с. Флорское (Гнаденфлюр);
  - Ерусланский — с. Кресты (Лангенфельд);
  - Карамышский — г. Голый Карамыш (Бальцер);
  - Марксштадтский — г. Марксштадт;
  - Медведицкий — с. Медведицкий Крестовый Буерак;
  - Нижне-Иловлинский — с. Нижне-Добринка;
  - Нижне-Караманский — с. Красный Яр;
  - Панинский — с. Панинское (с 15.02.1922 г. — с. Унтервальден);
  - Ровненский — с. Ровное (Зельман);
  - Тарлыкский — с. Вольское (Куккус);
  - Торгунский — с. Палласовка (п. Ней-Галка);
- 22 июня 1922-го года в состав области включён Покровский уезд.